# Dallara GP2/05
El Dallara GP2/05 es un monoplaza de carreras desarrollado por el fabricante italiano Dallara, esto para que se usara en la GP2 Series. El GP2/05 fue el primer monoplaza de primera generación utilizado por la GP2 Series. El GP2/05 se usó de 2005 a 2007, de acuerdo con la filosofía del campeonato de introducir un nuevo chasis cada tres años. El monoplaza fue utilizado por todos los equipos y pilotos en el campeonato de la GP2 Series.

## Historia
El monoplaza tuvo su prueba inicial en el Circuito Paul Ricard el 16 de julio de 2004 por el francés Franck Montagny. En noviembre de 2004 se celebró otra prueba en el circuito de Barcelona. En la prueba también participaron los antiguos coches de Fórmula 3000, los Lola B02/50. Los tiempos de los dos tipos diferentes de autos fueron similares, pero esto se debió a un accidente en las primeras vueltas, lo que obligó a Montagny a limitar el uso del auto. La primera prueba colectiva se disputó entre el 23 y el 25 de febrero de 2005, nuevamente en Paul Ricard.
El monoplaza se actualizó para la temporada 2007, sin embargo, sin prever la instalación del botón push to pass, probado en 2006.